# Вальмікі
Вал(ь)мікі (санскр. वाल्मीकि, vālmīki IAST — «вийшов з мурашника», ім'я дане при народженні — Ратнакара) — співак та поет, автор (або вказівник) найбільшого епосу стародавньої Індії «Рамаяни», що стоїть в одному ряду з «Магабгарата» (автором якої був мудрець В'ясадева), жив у V—IV ст Індії.
За легендами і переказами, спочатку вів антисоціальний спосіб життя, годуючи разом зі своєю родиною розбійними доходами до зустрічі семи мудреців (ріші), пояснивши йому ефемерність людського життя і гуманітарних цінностей. Зраділий нового знання, за порадою мудреців став повторювати ім'я «Рама», в цьому стані він провів кілька років. За цей час мурахи утворили навколо нього мурашник. Він прокинувся за покликом повертаються ріші, і отримав за пробудженню ім'я Вальмікі (санскр. «мурашник»). Ставши мудрецем, знайшов натовпу наступних за ним учнів. Одного разу він зустрів мудреця Нараду, який розповів йому історію про Рамі та події на Ланці.
Розмір, яким Вальмікі написав «Рамаяну», був винайдений ним під час спостереження за двома птахами, що обрушився гнівне віршоване прокляття на мисливця, котрий застрелив токующего самця.
Вальмікі також вважається укладачем «Йоґи-Васиштги» — однієї з чотирьох ітіхас, видатного філософського тексту адвайта-веданти і індуїзму в цілому.
Доживши до глибокої старості, пішов у гори і, милуючись заходом, застиг в єдиному досконалому знанні. Його тіло було сожран мурахами, ще раз підтвердивши семантику його імені.
На честь Вальмікі названий кратер на Меркурії.